# 限制級殺手
《限制級殺手》（日语：殺し屋さん The hired gun）是日本的四格漫畫，2004年開始在雙葉社的漫畫ACTION雙周刊連載。作者TAMACHIKU是擔任劇本的一條マサヒデ跟擔任作畫的CHIKU兩個人的共同筆名。本作雖然有在台灣以及西班牙出版，但是因為原作大量使用了日文的同音笑話，所以外文版本不可避免的出現了數量相當多的注釋。於2013年7月宣布動畫化，於2013年10月10日於埼玉電視台深夜時段放送。

## 故事簡介
主人公－殺手先生是一位頂級殺手，號稱「只要有委託不管什麼都殺給你看」，甚至害蟲、暑假作業、家務勞動也可以幫忙「殺掉」。本作即是敘述他的殺手工作與日常生活，充斥著大量的日文同音笑話及文字遊戲。

## 主要角色
聲優為廣播劇CD／電視動畫。
殺手先生（聲：浪川大輔／櫻井孝宏）
本名是「佐佐木龍一」，本作品的主角，職業就是職業殺手，本作登場的角色也多用殺手先生稱呼主角，興趣是捐血、參觀世界遺產。殺手先生從小就立志要成為一個頂尖殺手，高中畢業之後便進入殺手專科學校（二年制）就讀。雖然擁有超一流的殺人技巧，熱衷開發各種嶄新的殺人方式，但是只有在接到委託時才會殺人，如果沒有委託則什麼生命都不能傷害，也嚴格遵守除了和殺人有關以外的全部法律。收受的委託費用從1日圓到數十億日圓不等，端看要殺害的對象是「蘿蔔」或是人。喜愛使用的枪械是貝瑞塔92手槍。
為父報仇的女高中生（聲：野中藍／藤田咲）
日本福井縣內浦半島人，由於父親在5年前（單行本第2集，電視動畫是6年前）被殺害，因此執意要向殺手先生報復的17歲水手服巨乳美少女。使用的武器是日本刀（初期是命名為「愛刀」的竹刀）。女高中生在劇情中的對話經常因為發音類似而被殺手先生曲解為帶有色情意味的話語，例如：免疫→Men液→進而聯想到精液。
弟子（聲：淺野真澄／金田晶）
父母雙亡的小學生，父親在其出生前便過世，母親則在其出生後棄子而逃，後常遭養母虐待。後因為崇拜殺手這項職業而主動拜殺手先生為師。是登場角色裡面最具有常識的角色。
警長（聲：若本規夫／大川透）
中年警官，本名原田，作品中通稱「警長」。為了連續殺人事件而苦惱，雖然與殺手先生有多次近距離接觸，但是一直沒發現殺手先生的真面目。與殺手先生有許多曖昧的BL橋段。單行本第2集中，與殺手先生爭辯時，一旁的受害人說的一句話「你們兩個，乾脆交往算啦」是名句之一。
五郎（聲：杉田智和／藤原啟治）
德國牧羊犬種警犬。本作品唯一識破殺手先生真面目的角色，但是因為殺手先生很喜歡動物，加上自己的動物本能，所以每次舉發殺手先生的行動都以失敗收場。

## 出版書籍
| 卷數 | 雙葉社         | 雙葉社                 | 尖端出版社    | 尖端出版社        |
| 卷數 | 發售日期       | ISBN                   | 發售日期      | EAN               |
| ---- | -------------- | ---------------------- | ------------- | ----------------- |
| 1    | 2005年8月28日  | ISBN 4-575-93961-7     | 2006年6月21日 | EAN 4717702204648 |
| 2    | 2007年1月12日  | ISBN 4-575-94050-X     | 2007年4月17日 | EAN 4717702209865 |
| 3    | 2008年6月28日  | ISBN 978-4-575-94176-0 | 2009年4月1日  | EAN 4717702221614 |
| 4    | 2009年12月26日 | ISBN 978-4-575-94257-6 | 2011年2月23日 | EAN 4717702237936 |

## 電視動畫
2013年10月10日深夜時段於週四00:00埼玉電視台等電視台放送。

### 製作人員
- 原作：TAMACHIKU（一條マサヒデ×春輝）
- 監督：池谷愛
- 動畫製作：Opera House
- 製作：限制級殺手製作委員會

### 主題曲
「the end」
主唱：Mix Speaker's,Inc.
作詞：MIKI
作曲：seek

### 各話列表
| 話數 | 日文標題 |
| ---- | -------- |
| #1   |          |
| #2   |          |
| #3   |          |
| #4   |          |
| #5   |          |
| #6   |          |
| #7   |          |
| #8   |          |
| #9   |          |
| #10  |          |

### 播放電視台
日本深夜動畫：下文記載的日本国内播放時間使用日本標準時間（UTC+9）表示。因為部分時間标识會採用30小时制，因此請留意这类超过24:00的时间，其實際播放時間為翌日清晨。
| 播放地區 | 播放電視台 | 播放日期                 | 播放時間（UTC+9）         | 所屬聯播網 | 備註   |
| -------- | ---------- | ------------------------ | ------------------------- | ---------- | ------ |
| 埼玉縣   | 埼玉電視台 | 2013年10月10日－12月12日 | 星期四 25時00分－25時05分 | 獨立UHF局  |        |
| 日本全國 | AT-X       | 2014年7月4日－           | 星期五 22時50分－22時55分 | 衛星電視   | 有重播 |

## 外部連結
- （日語）限制級殺手電視動畫官網 （页面存档备份，存于）